# Cephalaria anatolica
Cephalaria anatolica är en tvåhjärtbladig växtart som beskrevs av Schchian. Cephalaria anatolica ingår i släktet jätteväddar, och familjen Dipsacaceae. Inga underarter finns listade i Catalogue of Life.